# Polycyrtus calii
Polycyrtus calii är en stekelart som beskrevs av Zuniga 2004. Polycyrtus calii ingår i släktet Polycyrtus och familjen brokparasitsteklar. Inga underarter finns listade i Catalogue of Life.